# Coppengrave
Coppengraveè una frazione del comune tedesco di Duingen, in Bassa Sassonia.
Coppengrave è stato un comune autonomo fino al 1º novembre 2016.